# Elias Khoury
Elias Khoury (in arabo الياس خوري‎?, Ilyās Khūrī; Beirut, 11 luglio 1948 – Beirut, 15 settembre 2024) è stato uno scrittore, giornalista e intellettuale libanese.

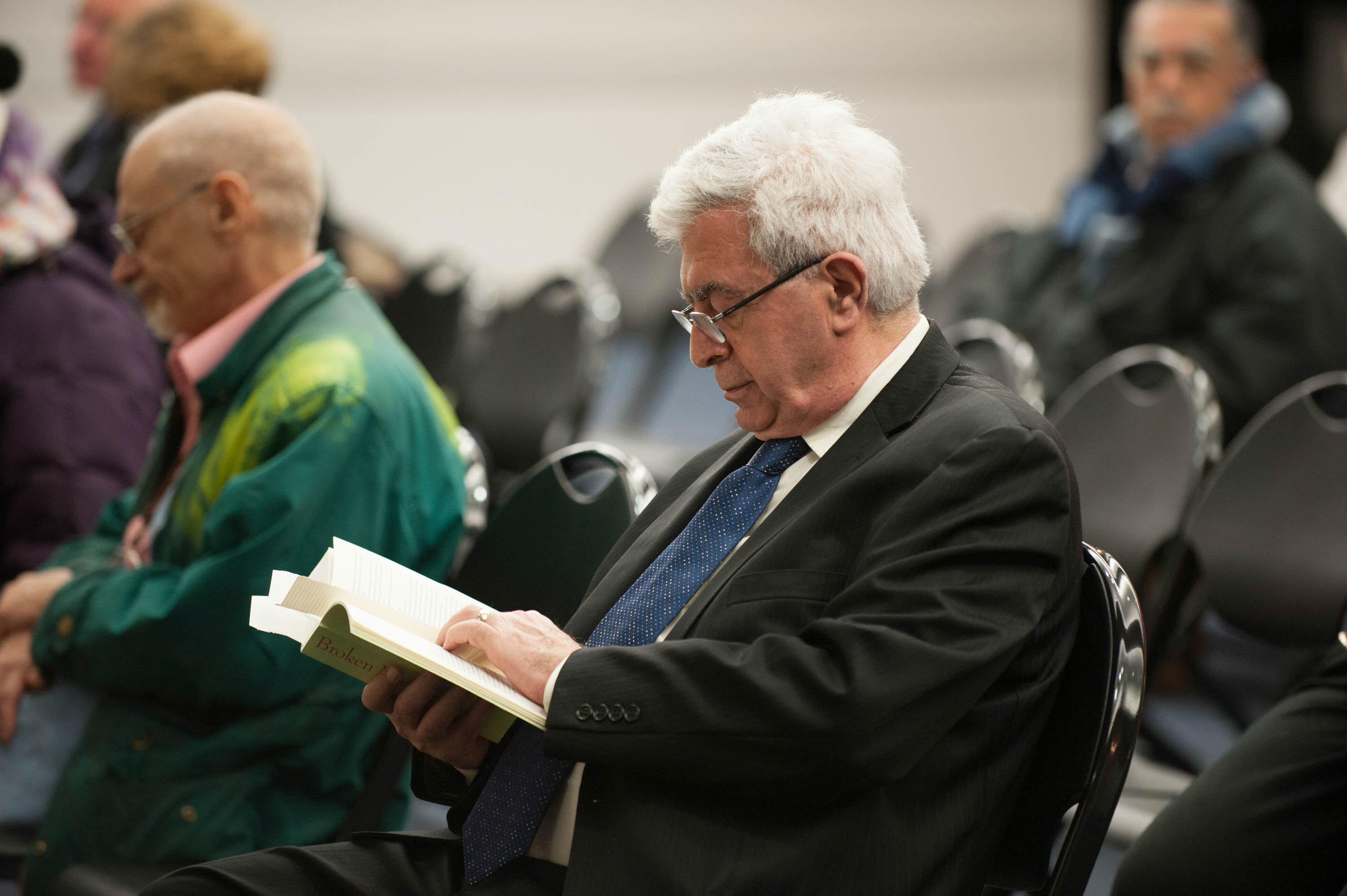
Elias Khoury alla Boston University

Uno degli intellettuali più in vista del mondo arabo, ha scritto romanzi, opere teatrali e saggi. Ha lavorato come redattore per diversi giornali libanesi e ha insegnato  in importanti università negli Stati Uniti, nei paesi arabi e in Europa. Nel 2006 è stato visiting professor di letteratura araba alla New York University. Le sue opere sono state tradotte e pubblicate in molte lingue, tra cui italiano, inglese, francese, tedesco, ebraico, catalano, olandese, portoghese, norvegese, spagnolo e svedese. 
Noto per il suo sostegno alla causa palestinese, alla resistenza palestinese e alle Primavera araba, e per le sue richieste di giustizia, libertà e democrazia per il mondo arabo. 

## Biografia
Elias Khoury nacque nel 1948 in una famiglia cristiana greco-ortodossa di classe media, nel quartiere Achrafieh a Beirut. Nel 1966 conseguì il diploma di scuola superiore presso la Good Shepherd High School di Beirut e nel 1967, a diciannove anni, si recò in Giordania per unisrsi al giovane movimento palestinese Fatah. Lasciò la Giordania con l'espulsione di migliaia di palestinesi in seguito al tentato colpo di stato contro re Hussein nel Settembre Nero. Studiò storia all'Università libanese e si laureò nel 1971. L'anno successivo ottenne un dottorato in storia sociale presso l'Università di Parigi. 
Allo scoppio della guerra civile libanese, Khoury divenne membro del Movimento Nazionale Libanese, un'alleanza di partiti panarabi di sinistra. Fu ferito durante la guerra e perse temporaneamente la vista, cosa che lo spinse ad abbandonare la lotta armata.
Nel 1972 entrò a far parte della rivista Mawaqif, diventando membro del comitato editoriale.  Dal 1975 al 1979 ricoprì il ruolo caporedattore della rivista Shu'un Filastiniyya (Palestinian Affairs) in collaborazione con Mahmud Darwish. Tre il 1980 e il 1985 ha lavorato come curatore della collana "Memorie del popolo" pubblicata dall'Arab Research Foundation di Beirut, nel 1981-1982 è stato caporedattore della rivista al-Karmel, e dal 1983 al 1990 ha lavorato come caporedattore della sezione culturale del quotidiano al-Safir e del supplemento culturale settimanale del quotidiano libanese al-Nahar. Ha inoltre lavorato come direttore artistico del Teatro di Beirut dal 1992 al 1998 e come co-direttore del Festival di Arte Contemporanea di settembre. 
Khoury pubblicò il suo primo romanzo Sulle relazioni del cerchio, nel 1975. Seguì nel 1977 La piccola montagna, ambientato durante la guerra civile libanese. In seguito divenne noto soprattutto per il suo romanzo La porta del sole, epopea dei rifugiati palestinesi nei campi del Libano, dall'espulsione del 1948 (Nakba), fino alla nascita del movimento dei fedayyin, alla guerra civile libanese e alle stragi di Sabra e Shatila. Dal romanzo è stato tratto l'omonimo film  dal regista egiziano Yousry Nasrallah (2002). Tra gli altri suoi romanzi di successo si annoverano Yalo, il cui protagonista è un cristiano siriaco libanese schiacciato dai ricordi della guerra civile e dall'ossessione di una religione e di un'identità minoritarie; Facce bianche, una sorta di giallo mancato, in cui, nel contesto della guerra civile, movente e colpevole del misterioso assassinio di un uomo finiscono per apparire irrilevanti di fronte alla distruzione della guerra, e Specchi rotti, un onirico viaggio tra la Beirut dilaniata dalla guerra civile e la diaspora libanese.
L'ultima opera letteraria di Khoury è I figli del ghetto (in arabo: Awlād al-Ġīttū), trilogia di romanzi che affronta complesse tematiche legate all'identità dei palestinesi di cittadinanza israeliana, al rapporto tra memoria, oblio e racconto, e alla relazione tra l'Olocausto ebraico e la Nakba palestinese. Il romanzo ha fornito nuovi chiavi di lettura della Shoah, a cui lo storico israeliano Amos Goldberg a dedicato il saggio "Olocausto e Nakba" (co-curato dal palestinese Bashir Bashir).
Khoury è stato anche uno dei primi e più importanti intellettuali arabi a sviluppare il concetto di Nakba Mustamirra, ossia "Catastrofe continua", con cui si fa riferimento alla Nakba palestinese non come un evento puntuale nel passato, che ha avuto luogo nel 1948, ma come un processo di erosione dell'identità e della vita palestinese portato avanti sistematicamente dallo Stato di Israele dalla sua fondazione a oggi.
Le opere di Elias Khoury sono state tradotte in italiano da Elisabetta Bartuli

## Opere
Tra le sue opere tradotte in italiano si annoverano i romanzi:
- Il viaggio del piccolo Gandhi (Roma: Jouvence, 2001).
- La porta del sole (Milano: Feltrinelli, 2004; 2014)
- Facce bianche (Torino: Einaudi, 2007)
- Yalo (Torino: Einaudi, 2009)
- Specchi rotti (Milano: Feltrinelli, 2014; 2020)

Saggi di Khoury sono stati pubblicati in:
- Elias Khoury e Ahmad Beydoun, Lo sguardo libanese: rappresentare il Mediterraneo (Messina: Mesogea, 2002)
- Samir Kassir, L'infelicità araba; postfazione di Elias Khoury (Torino:  Einaudi, 2006)
- Samir Kassir, Primavere: per una Siria democratica e un Libano indipendente; introduzione di Khaled Fouad Allam; intervista a Elias Khoury (Messina: Mesogea, 2006)
- Bashir Bashir e Amos Goldberg (a cura di), Olocausto e Nakba: narrazioni tra storia e trauma; prefazione di Elias Khoury; postfazione di Jacqueline Rose (Bologna: Zikkaron, 2023)